# Gerard López
Gerard López Segú (Granollers, 12 de Março de 1979) é um futebolista e treinador espanhol. Actualmente é treinador da Seleção Catalã de Futebol.

## Carreira
Gerard López fez parte do elenco da Seleção Espanhola de Futebol da Participou da UEFA Euro 2000.